# Peter Soetewey
Peter Soetewey (4 januari 1960) is een Belgische voormalige atleet, die gespecialiseerd was in het hoogspringen. Hij veroverde één Belgische titel.

## Biografie
Peter Soetewey werd in 1981 Belgisch kampioen hoogspringen. Hij is de broer van hoogspringster Chris Soetewey. Hij was aangesloten bij AC Waasland en Daring Club Leuven.

## Belgische kampioenschappen
| Onderdeel    | Jaar |
| ------------ | ---- |
| hoogspringen | 1981 |

## Persoonlijk record
| Onderdeel    | Prestatie | Datum        | Plaats |
| ------------ | --------- | ------------ | ------ |
| hoogspringen | 2,20 m    | 26 juni 1987 | Ninove |

## Palmares
hoogspringen
- 1981:  BK AC – 2,17 m
- 1985:  BK AC
- 1988:  BK AC